# Archaeohippus
Az Archaeohippus az emlősök (Mammalia) osztályának páratlanujjú patások (Perissodactyla) rendjébe, ezen belül a lófélék (Equidae) családjába tartozó fosszilis nem.

## Tudnivalók
Az Archaeohippus a kihalt háromujjú lófélékhez tartozott. E nem fajai a kora oligocénben jelentek meg és a középső miocénben haltak ki; 30,8-13,6 millió évvel ezelőtt. Az Archaeohippus-fajok csontvázának néhány figyelemre méltó jellegzetessége van. A koponya hosszú elülső részén mély szemüregek vannak. A nembe tartozó állatok visszafejlődtek, és törpenövésűek voltak, a felnőtt állatok körülbelül 20 kilogrammot nyomtak. Ez a visszafejlődés ellentétben állt a korabeli többi lófélével, például a Miohippusszal, amelynek teste egyre nagyobb kezdett lenni. Fogazatuk egyaránt mutat ősi és evolúált vonást. Az evolúált vonás nagyon hasonlít a Parahippuséra, ez arra is utalhat, hogy a két fajnak közös őse volt és testvér taxonoknak számítanak.
Az Archaeohippus maradványokat az egész észak-amerikai kontinensen meg lehet találni, a kanadai Saskatchewan állam déli részétől a közép-amerikai Panamáig.
Az első Archaeohippus példányt Oregonban fedezték fel; ezt 1886-ban Edward Drinker Cope őslénykutató írta le először, Anchitherium ultimus néven. J. Gidley, 1906-ban ezt a kövületet egy új nembe helyezte át, az Archaeohippusba. Mivel igen hasonlított a Parahippusra, 1932-ben, William Diller Matthew az új nemet a Parahippus alnemének tekintette, amíg 1933-ban D.F. Bode az Archaeohippust az A. ultimus, A. mourningi és A. penultimus fajokkal vissza nem állította a nem rangra.
E nem fajai erdőlakók voltak; valószínűleg életmódjuk a Hyracotheriuméhoz hasonlíthatott.

## Rendszerezés
A nembe az alábbi 5-6 faj tartozik:
- Archaeohippus blackbergi (Hay, 1924)
- Archaeohippus mannulus O'Sullivan, 2003
- Archaeohippus mourningi (Merriam, 1913)
- Archaeohippus penultimus Matthew, 1924
- "A." stenolophus (Lambe, 1905)
- Archaeohippus ultimus (Cope, 1886) - típusfaj